# Szvoboda Ferenc
Szvoboda Ferenc (Ungvár, 1881. szeptember 14. – Szatmárnémeti, 1968. március 10.) kárpátaljai katolikus pap, a Szatmári Római Katolikus Egyházmegye apostoli kormányzója, titkos ordináriusa.

## Pályafutása
A gimnáziumot Szatmárnémetiben, a teológiát Ungváron és Szatmárnémetiben végezte. 1904. június 26-án pappá szentelték az Ung vármegyei Pálócon. Káplánnak Ungvárra, majd Szerednyére, Nagybereznára, Tibára, majd újra Ungvárra került. 1907-ben Ungváron káplán és a Katolikus Legényegylet elnöke. 1915 és 1934 között Jenkén szolgált (plébánosként is), 1921-től a felsőungi esperesi kerület esperese. 1926-tól pápai kamarás, 1930-tól egyházmegyei főtanfelügyelő. 1934-től Ungváron plébános és ungi főesperes.
1934. november 28-ától a Szatmári Római Katolikus Egyházmegye Csehszlovákiába kebelezett részének apostoli kormányzója, pápai protonotárius. Megakadályozta, hogy a csehszlovák hatóság kiűzze a magyar szót a templomokból. 1935-ben Ungváron magyar szemináriumot létesített, mely évente átlagosan 15 papot képzett. 1937-ben a katolikus körökben szabadkőművessége miatt (is) kevéssé kedvelt Tomáš Garrigue Masaryk államelnök halála alkalmával megtagadta a kormány által elrendelt gyászmise megtartását. A csehszlovák hatóságok folyamatosan zaklatták ezért, amíg vissza nem csatolták a területet Magyarországhoz. 1939. október 17-étől a kassai püspök általános helynöke, 1943-tól szatmári székesegyházi kanonok, 1945-től székesegyházi főesperes (a szatmári főesperesi körzet főesperese).
1951 és 1956 között Czumbel Lajost helyettesítette titkos ordináriusként az egyházmegye élén (szabadulása után visszaadta neki a joghatóságot). 1951-ben rövid időre őt is száműzték Felsővisóra. Ez alatt átmenetileg Révész Gábor helyettesítette. Czumbel Lajos ordinárius halálát követően rövid ideig újra ő az egyházmegye kormányzója, amely tisztséget Sipos Ferencre ruházta át.